# Lhota (kraj ołomuniecki)
Lhota – miejscowość i gmina (obec) w Czechach, w kraju ołomunieckim, w powiecie Przerów. W 2022 roku liczyła 339 mieszkańców.